# Fougilet
Fougilet est  un hameau de Sougères-en-Puisaye situé à environ 4,5 km au nord-est du bourg du village. Cet éloignement relatif a probablement participé à polariser le hameau vers la commune de Lain. C'est aussi la raison de la présence autrefois d'une école à Fougilet.

## Toponymie
En 1163, le hameau se nomme Fossa Gelet ; en  1308, Fosse Gilet. Enfin, en 1679, l'appellation est Fossegilet. Pierre Bourgoin émet l'hypothèse que le toponyme serait dû à la présence de fosses communes à proximité lors de la bataille de Fontenoy-en-Puisaye en 841.

## Population
En 1855, la population du hameau est de 409 habitants.

## Transports
la RD 212 permet de rallier Sougères-en-Puisaye via Pesselières.
Par le passé, la ligne de Triguères à Surgy passait à Fougilet où il y avait une maison de garde-barrière.

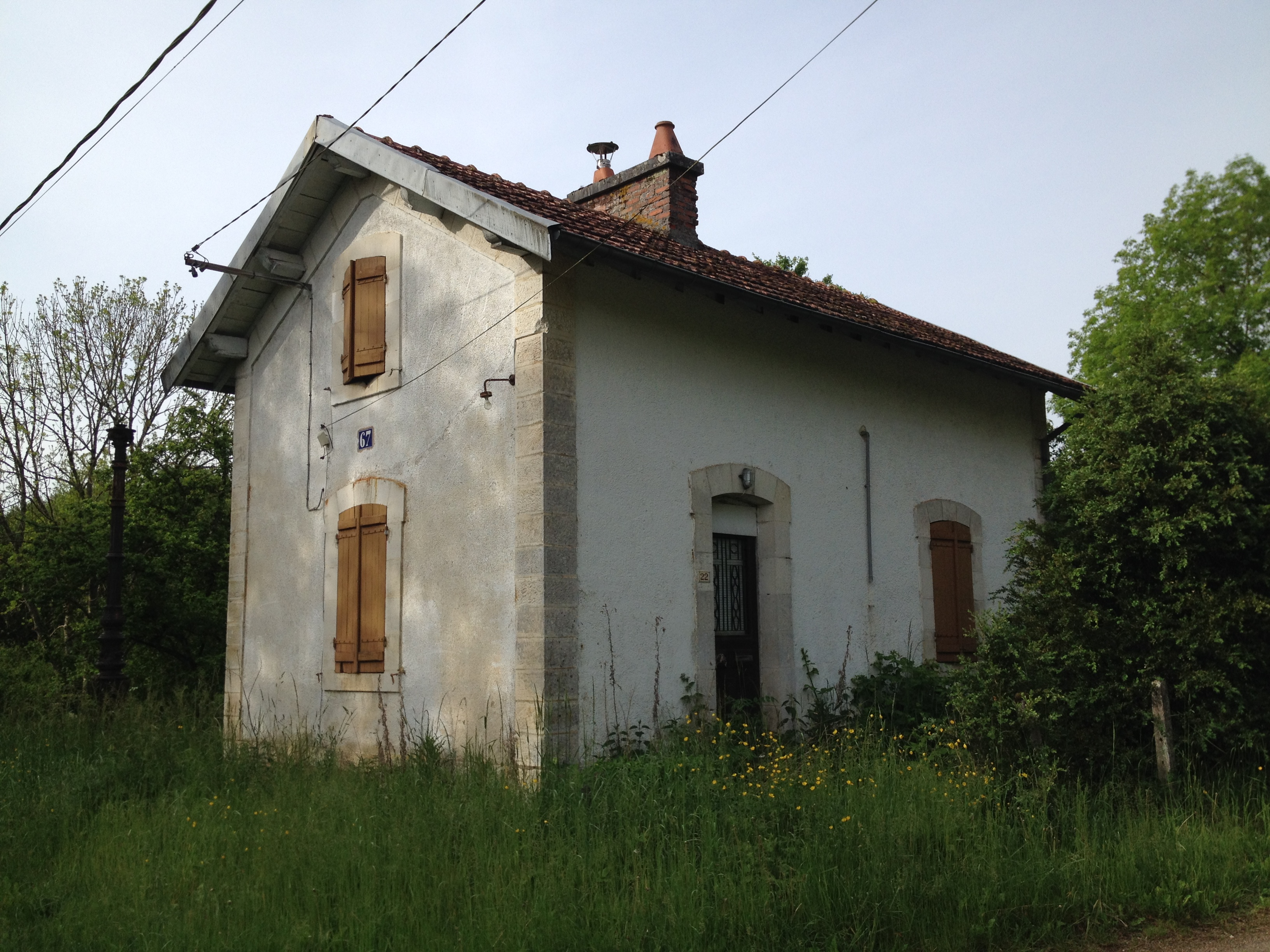
Maison de garde-barrière à Fougilet.
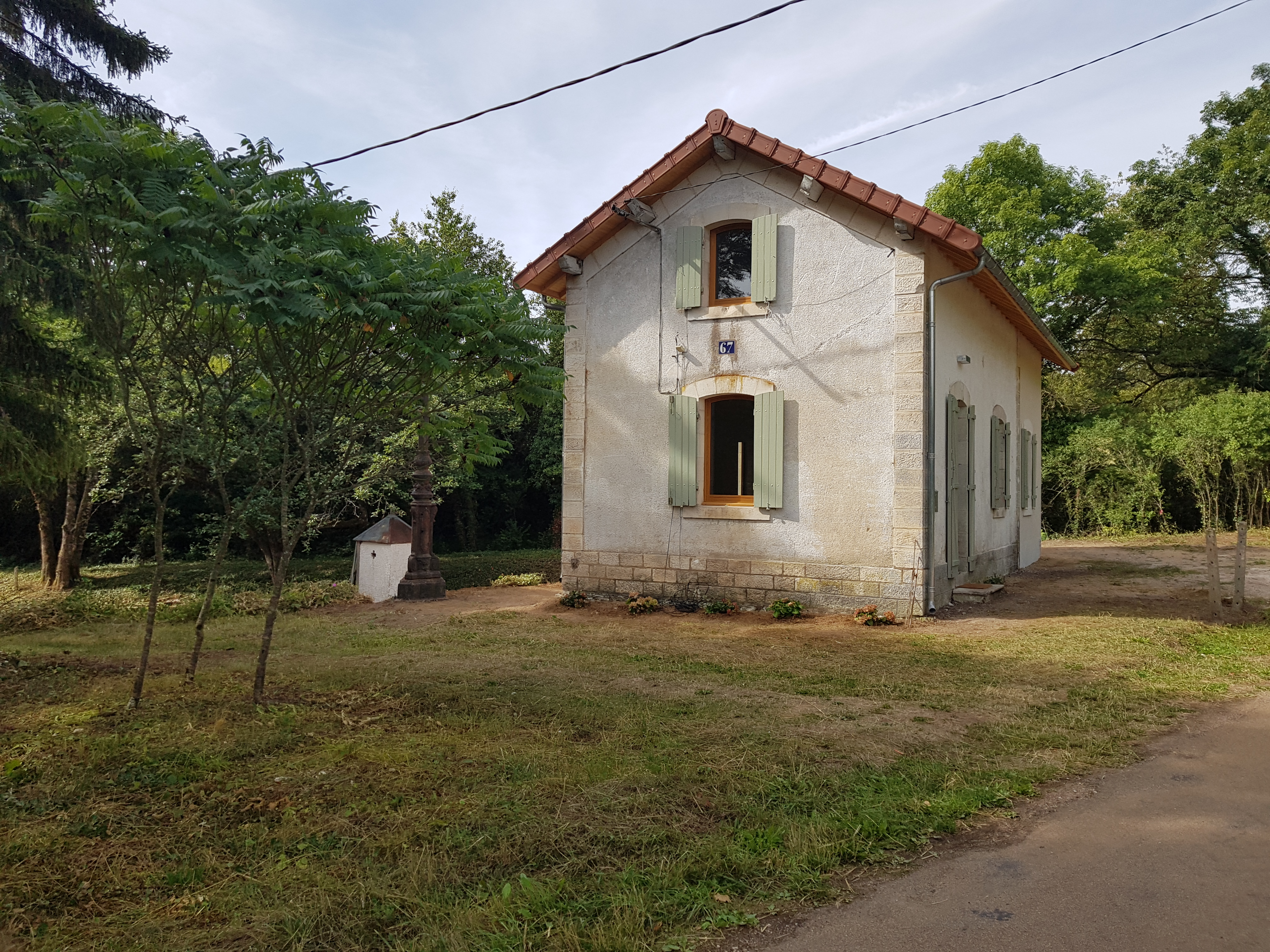
Maison de garde-barrière de Fougilet, réhabilitée en 2019.
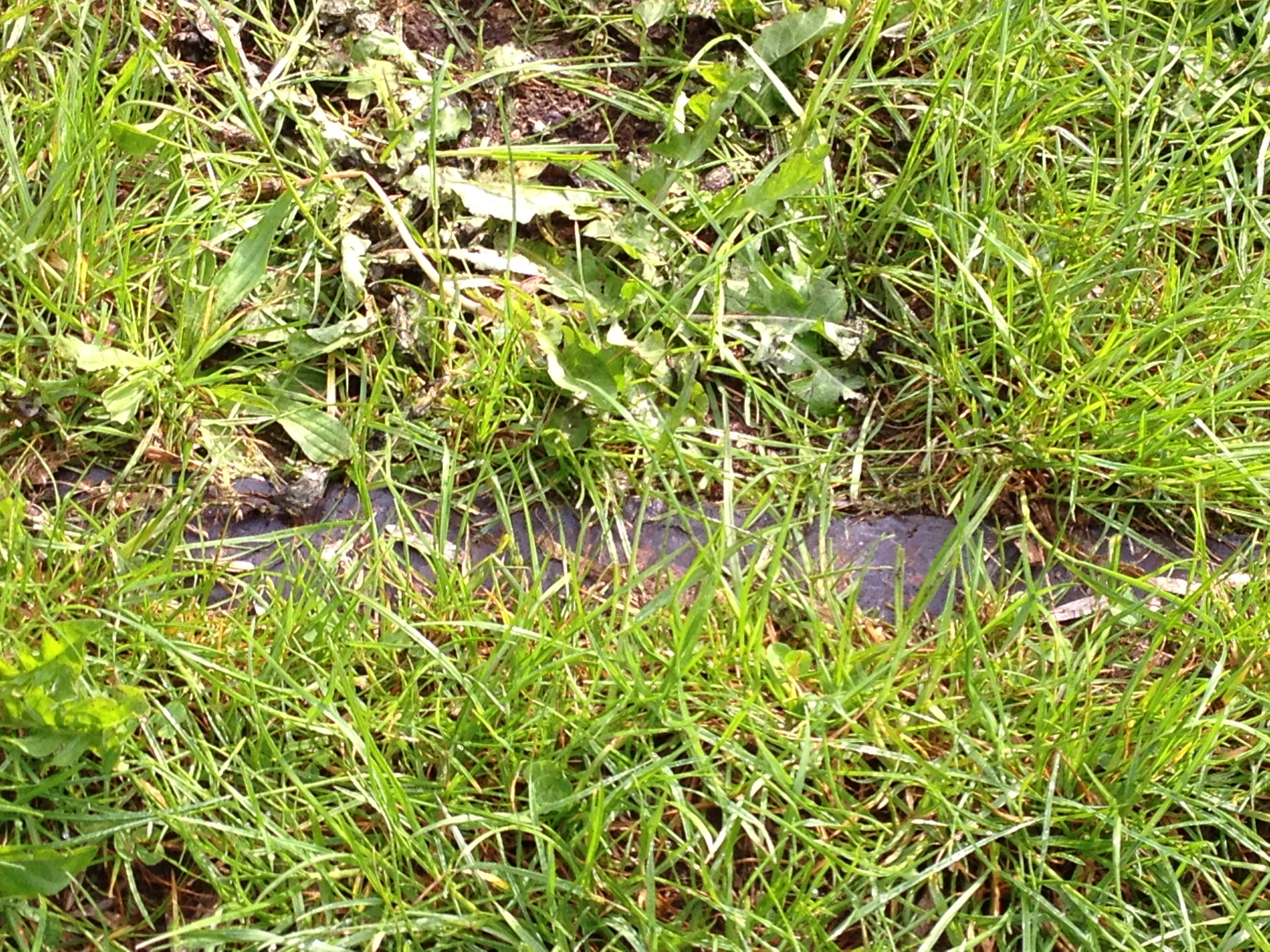
Morceau de rail de la ligne.
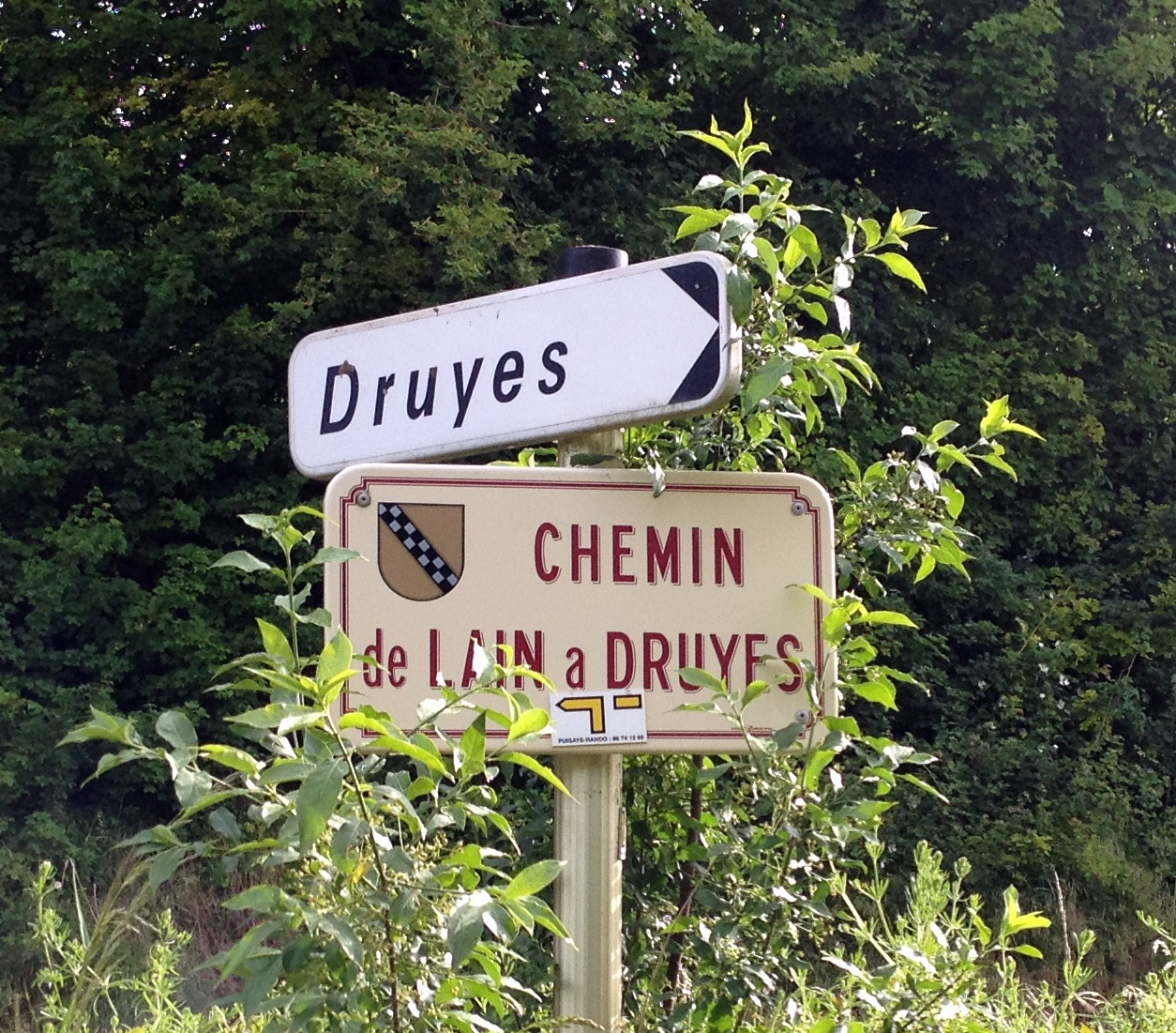
Chemin de Lain à Druyes empruntant l'ancien parcours de la ligne.

## Culture et patrimoine

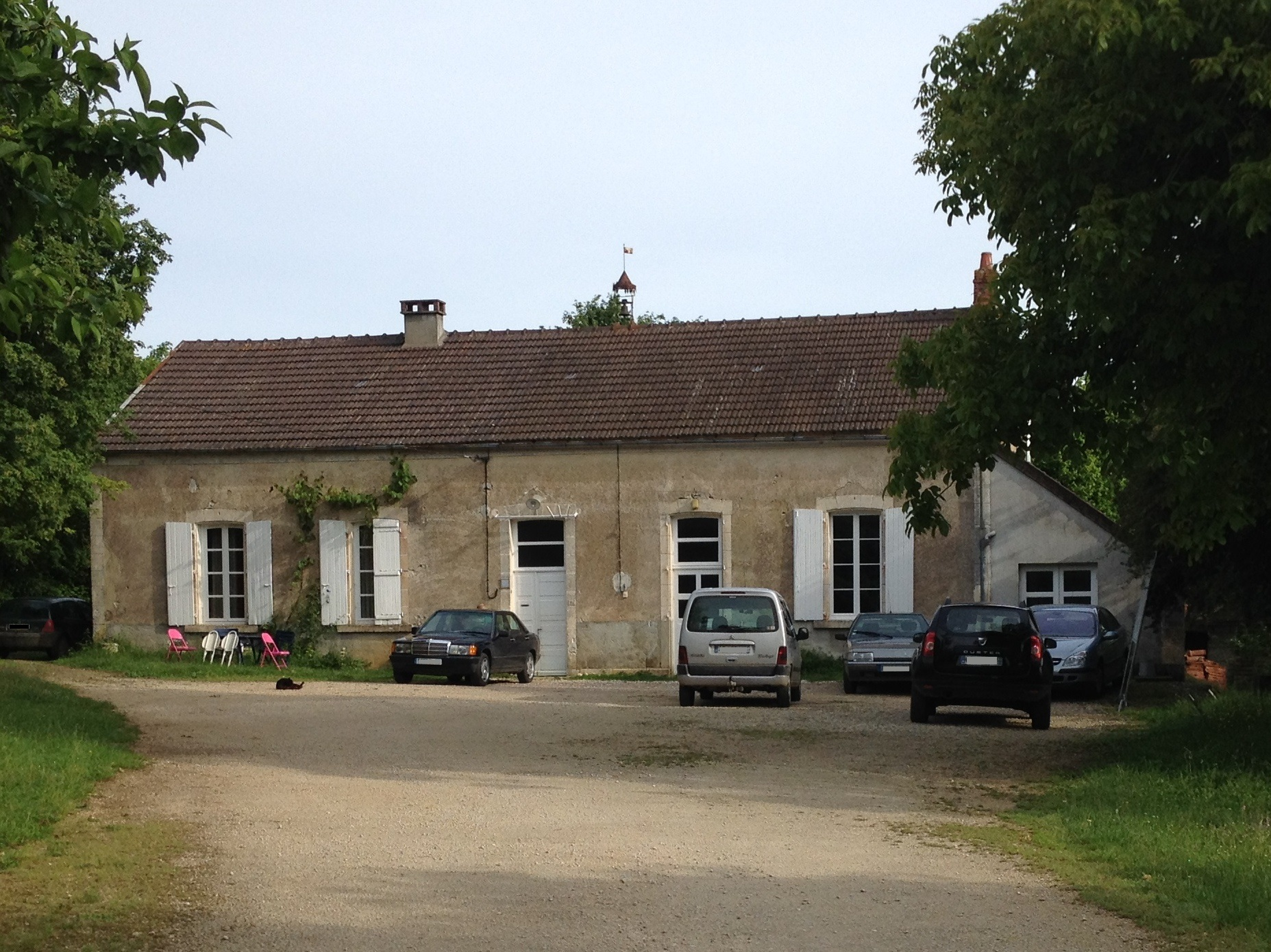
Ancienne école de Fougilet.

En 1872, la commune fait construire une école de filles (approximativement à l'emplacement actuel de l'école de Sougères-en-Puisaye) ainsi qu'une école mixte à Fougilet,. Elle a fermé dans les années 1960. Le bâtiment constitue en 2014 un immeuble d'habitation hormis la salle de classe elle-même qui accueille régulièrement des manifestations et notamment les répétitions d'une chorale,.
Outre la maison de garde-barrière, on peut également citer le lavoir et la présence d'une petite croix métallique.

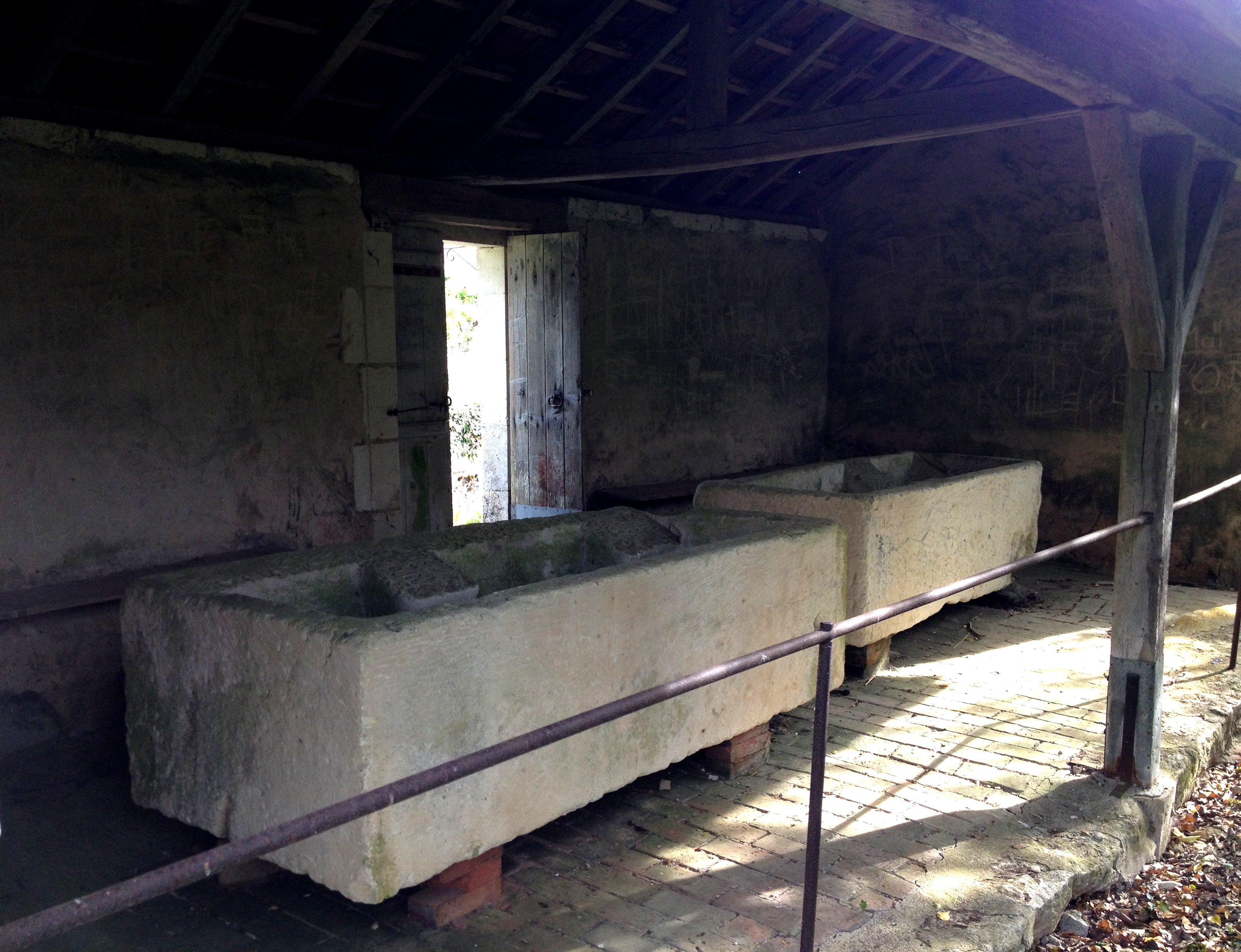
Intérieur du lavoir.
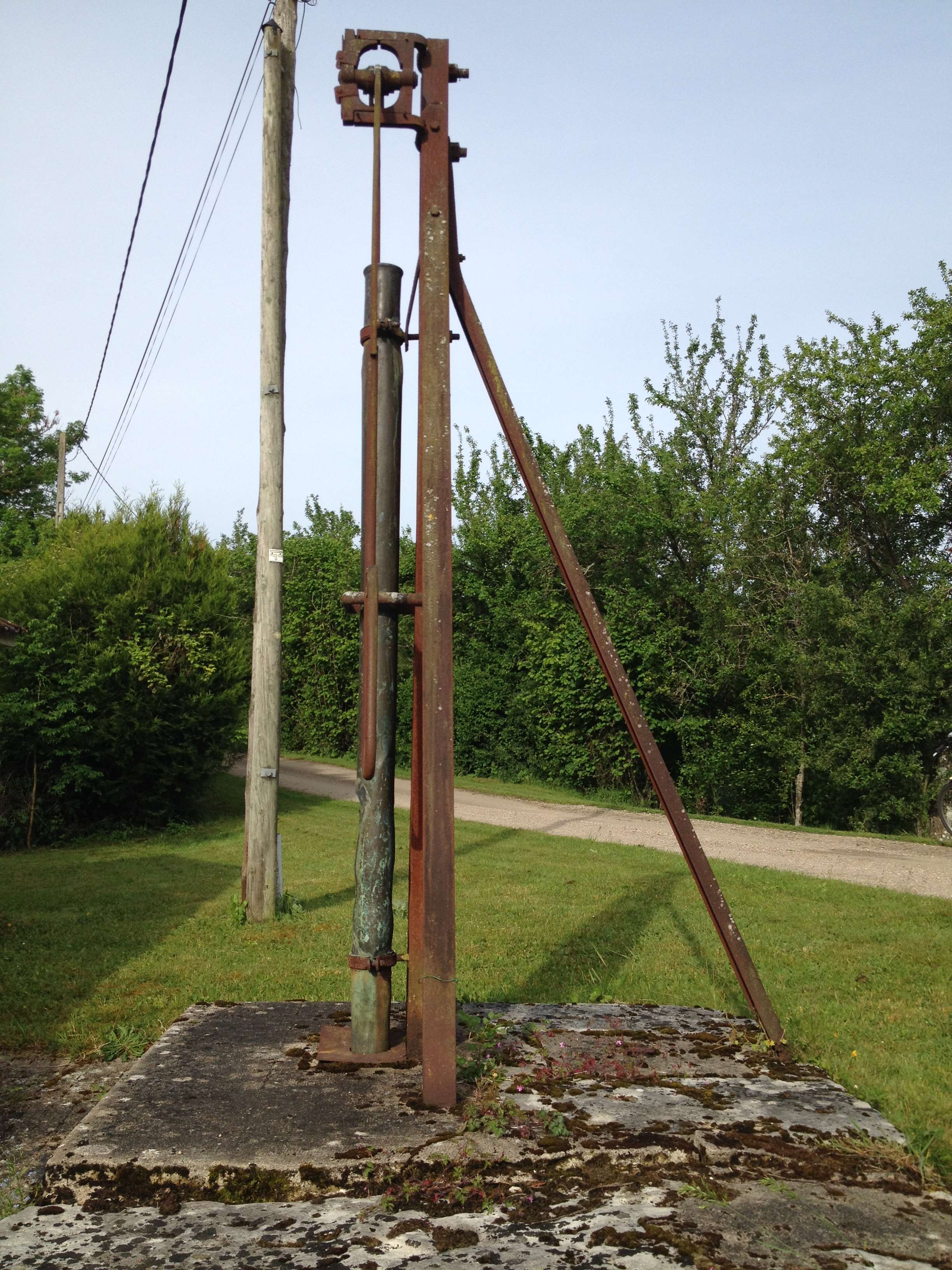
La pompe du lavoir.
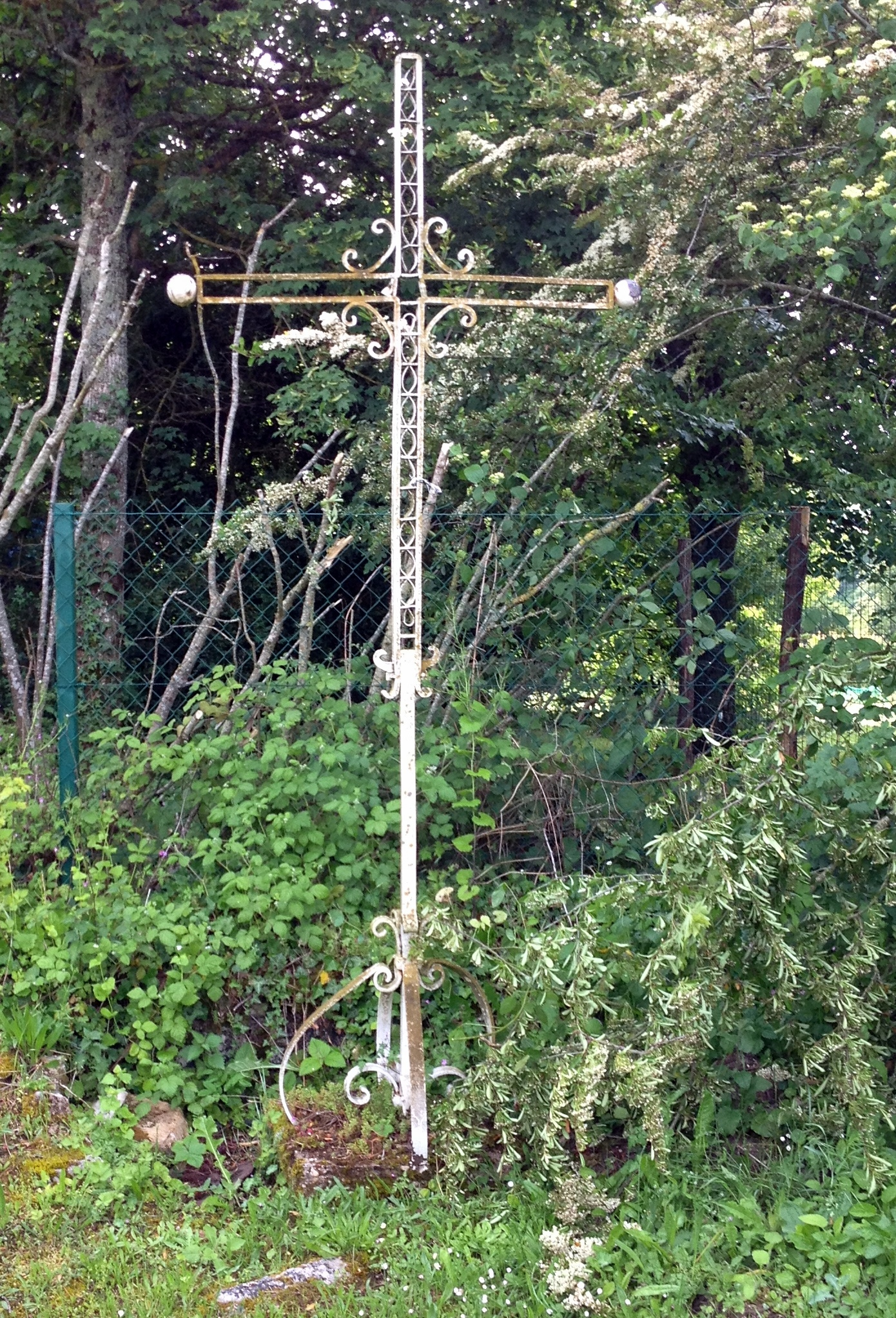
La petite croix du hameau.

## Vie associative
Le Fougilet Land Club, un club de véhicules tout-terrain est établi dans le hameau. Deux des membres du club ont participé au rallye Aïcha des Gazelles en 2012.

## Personnalités liées au hameau
- Yvette Szczupak-Thomas (1929 - 2003), artiste israélienne née à Pesselières évoque largement son enfance difficile à Fougilet dans son autobiographie Un Diamant brut[10]. Elle décrit en ces termes le hameau[11] :

« Fougilet est un village sans bruit ! Pas de fleuve, pas de clapotis d'eau, pas de rires des rameurs ou nageur ; pas d'église, rien qui marque les heures et les fêtes, pas de baptême ni de mariage... Les fermes sont dispersées et personne ne dit bonjour à son voisin. Pas de café, les hommes se saoulent tout seuls à la maison ; [...] pas de mairie, de magasin, de journaux. RIEN. Fougilet est un village maudit. »

— Yvette Szczupak-Thomas